# Continental Divide (filme)
Continental Divide (bra Brincou com Fogo... Acabou Fisgado!) é um filme estadunidense de 1981, do gênero comédia romântica, dirigido por Michael Apted, com roteiro de Lawrence Kasdan e produzido por Steven Spielberg.
O filme teve locações em Chicago e no Colorado.

## Prêmios e indicações
| Lista de prêmios e indicações | Lista de prêmios e indicações     | Lista de prêmios e indicações | Lista de prêmios e indicações |
| Premiação                     | Categoria                         | Recipiente                    | Resultado                     |
| ----------------------------- | --------------------------------- | ----------------------------- | ----------------------------- |
| Globo de Ouro 1982            | Melhor atriz - comédia ou musical | Blair Brown                   | Indicada                      |

## Sinopse
Repórter do Chicago Sunday Times, Ernie Souchak é um especialista em cobrir escândalos políticos. Ele precisa se afastar de Chicago por ter feito certas denúncias e, assim, ruma para o Colorado. Ele vai ao refúgio ecológico de uma ornitologista, Nell Porter, para entrevistá-la. Eles se apaixonam, mas Souchak retorna para Chicago e se convence de que uma das suas fontes foi assassinada.

## Elenco
- John Belushi .... Ernie Souchack
- Blair Brown .... Nell Porter
- Allen Garfield .... Howard McDermott
- Carlin Glynn .... Sylvia
- Tony Ganios .... Max Bernbaum
- Val Avery .... Yablonowitz
- Liam Russell .... Deke Lewis
- Everett Smith .... Fiddle